# Agoliinus satunini
Agoliinus satunini är en skalbaggsart som beskrevs av Olsoufieff 1918. Agoliinus satunini ingår i släktet Agoliinus och familjen Aphodiidae. Inga underarter finns listade i Catalogue of Life.